# Benu

L'uccello Benu dipinto come un Ardea bennuides.

Benu, (anche, più raramente, Bennu) è una divinità egizia appartenente alla religione dell'antico Egitto. È un uccello mitologico consacrato al dio Ra e simbolo della nascita e della risurrezione dopo la morte, quindi, dell'eternità della vita.
Collegato alla dottrina eliopolitana, viveva sulla pietra Benben posta nel tempio di Eliopoli.

## Nome

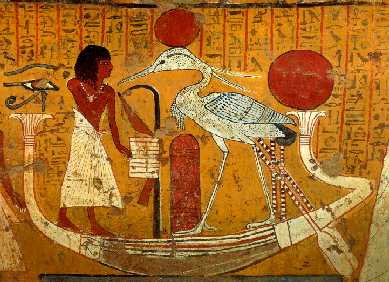
Uccello Benu affresco dalla tomba di Iry-nefer a Deir el-Medina

Si suppone che il nome Benu possa derivare da wbn verbo egizio che significa “brillare”, “sorgere”: infatti, nelle raffigurazioni trovate sul Libro dei morti o in molti affreschi esso sembra sorgere dalle acque.

## Rappresentazione e culto
All'inizio era rappresentato come una cutrettola, uccello della famiglia dei passeracei. 
Durante il Nuovo Regno prese le sembianze di airone cenerino, un trampoliere, con le lunghe zampe, con il becco lungo e sottile e con due piume dietro al capo.
Le raffigurazioni di questa divinità sono presenti molto spesso nel Libro dei morti e nelle pitture parietali. Era il signore della cerimonia Heb-Sed reale, poiché simbolo della rinascita e del rinnovamento, come Khepri, il sole, che all'alba rinasce e si rinnova. C'è un uccello, ora estinto, che potrebbe aver fornito l'ispirazione per creare Benu, il cui nome scientifico è Ardea bennuides.
Per i greci divenne phoinix, la longeva e miracolosa fenice.